# Рибалко Василь Миколайович
Василь Миколайович Рибалко (1918, Гранітне — 1973) — український радянський борець, майстер спорту (1946), заслужений тренер СРСР (1956), суддя всесоюзної категорії. Закінчив КДІФК (1942 р.)

## З життєпису
Чемпіон СРСР у 1945, 1947, 1950 роках, срібний призер 1949 року, бронзовий 1946, 1951, 1953 років. Учасник Олімпійських ігор в Гельсінкі.
Як тренер підготував олімпійського чемпіона   Б. Гуревича— чемпіона Ігор ХІХ Олімпіади (1968 р.) у ваговій категорії до 87 кг, чемпіона світу (1967, 1969 рр.) та срібного призера (1961 р.) чемпіонату світу, чемпіона Європи (1967, 1970 рр.); М. Шахова — бронзового призера Ігор XVI Олімпіади (1956 р.) у ваговій категорії до 57 кг.; чемпіонів СРСР 
Л. Салімуліна, І. Вихростюка.

Могила Василя Рибалко

Помер у 1973 році. Похований в Києві на Берковецькому кладовищі (ділянка № 28).